# Scudo umano

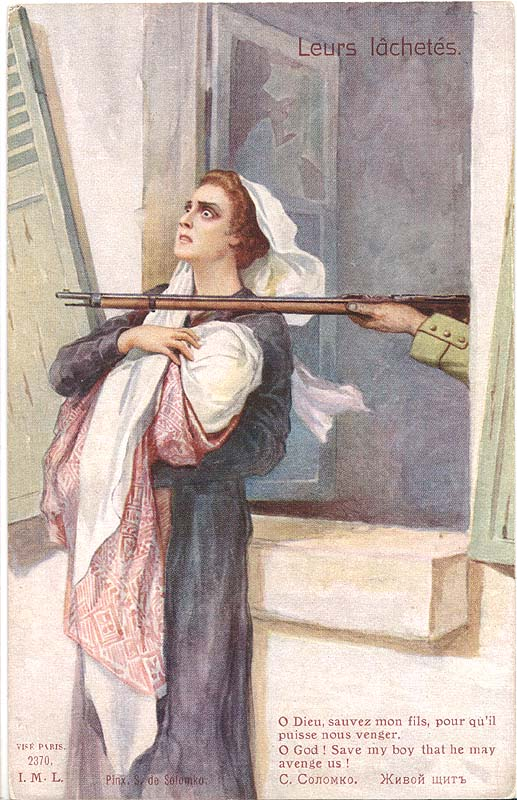
La rappresentazione di uno scudo umano in un'opera di Sergej Solomko

Lo scudo umano è la persona (o la popolazione civile) che si frappone fisicamente a protezione di obiettivi militari per dissuadere il nemico da un attacco contro gli stessi; questa azione può essere volontaria oppure forzata. L'impiego coattivo dei civili come scudi umani è vietato dalla quarta convenzione di Ginevra.
Gli studiosi Neve Gordon e Nicola Perugini, autori del primo libro di storia degli scudi umani, introducono una terza categoria di scudo umano, lo "scudo umano di prossimità", ovvero esseri umani classificati come scudi umani solo perché si trovano in prossimità dei combattimenti, e affermano che questo tipo di scudo è diventato "di gran lunga il più prominente nel discorso contemporaneo". Sostengono che l'accusa di protezione di prossimità sia stata utilizzata dagli Stati (Israele a Gaza, la Russia in Ucraina, l'Arabia Saudita in Yemen, e gli Stati Uniti nella Guerra al Terrore) per coprire crimini di guerra contro le popolazioni civili.

## Nella Germania nazista
Al termine della seconda guerra mondiale, il generale tedesco Gottlob Berger rilevò come vi fosse stato un piano elaborato dalla Luftwaffe per l'utilizzo di scudi umani durante il conflitto da parte della Germania. Il progetto prevedeva la creazione di campi di prigionieri di guerra britannici e statunitensi nei pressi delle grandi città tedesche per proteggerle dai bombardamenti alleati. Tale piano, approvato dallo stesso Adolf Hitler, non fu attuato per motivi tecnici. La Strage del Duomo di San Miniato fu causata dai nazisti che usarono la popolazione civile come scudo umano, posizionando pezzi d'artiglieria di fronte al Duomo. Attualmente si pensa che fu un pezzo d'artiglieria americano a uccidere i civili nella strage, mentre gli americani miravano a colpire l'artiglieria tedesca che era stata appositamente posta di fronte al Duomo in cui era stata rinchiusa gran parte della popolazione civile.

## Nella prima guerra del golfo
Durante la prima guerra del golfo venne trasmesso dalla televisione irachena un incontro tra Saddam Hussein e dei cittadini stranieri (per la maggior parte britannici e statunitensi), tra cui anche dei bambini. In tale occasione il leader iracheno affermò come la presenza di tali cittadini nei palazzi del potere e in altri siti non fosse altro che un modo per evitare il flagello della guerra. Tale trasmissione fu aspramente criticata dal ministro degli esteri britannico Douglas Hurd, nonché da quello statunitense.

## Nel XXI secolo

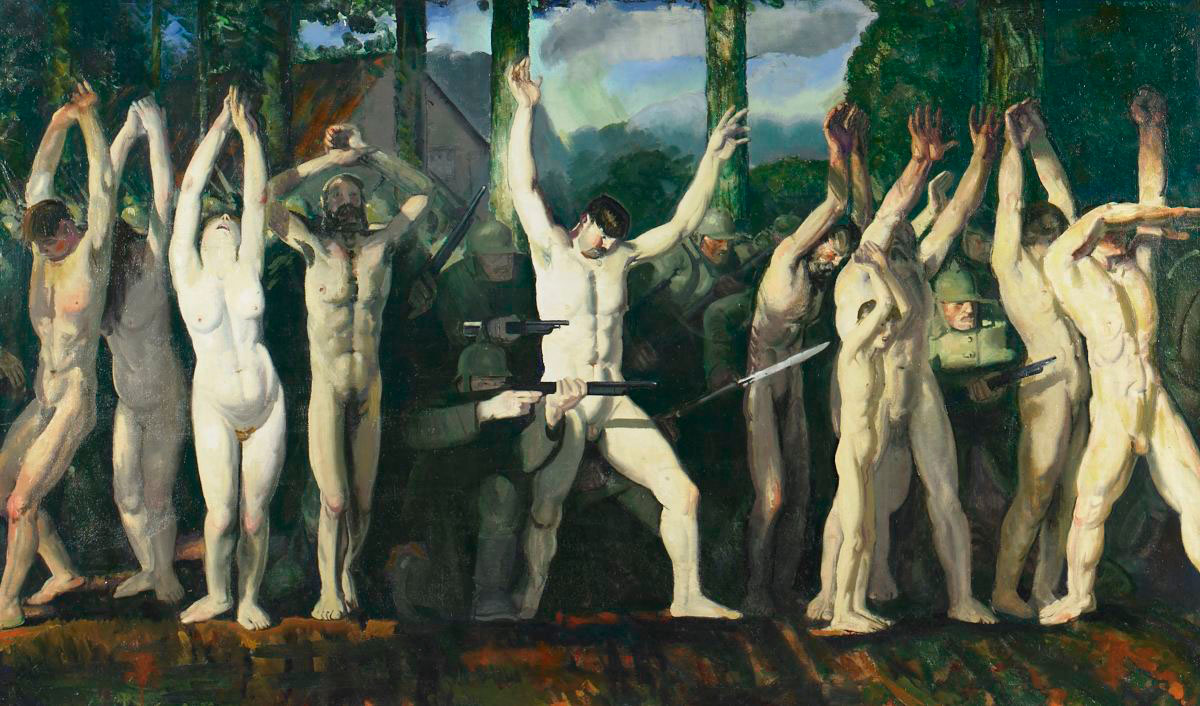
La barricata di George Bellows ispirata a un evento avvenuto nell'agosto del 1914 dove soldati tedeschi usarono civili belgi come scudi umani

### Afghanistan
I talebani utilizzarono donne e bambini locali come scudi umani durante la guerra in Afghanistan nel 2006, nel 2007 e durante un attacco eseguito dai soldati britannici nell'agosto del 2008.

### Libia
Durante la prima guerra civile in Libia, Muʿammar Gheddafi ordinò al proprio esercito di procurarsi dei civili, dai villaggi nelle vicinanze di siti militari strategici, da collocare in tali luoghi per la protezione dei siti stessi.

### Siria
Secondo un rapporto redatto dall'ONU, durante la guerra civile siriana sia gli insorti che il regime siriano hanno utilizzato dei minori come scudi umani durante le incursioni militari.

### Striscia di Gaza
Gli scudi umani sono stati utilizzati dalle Forze di Difesa Israeliane durante il conflitto israelo-palestinese, con episodi ampiamente documentati durante la Seconda Intifada e in particolare ricorrenti nella guerra di Gaza del 2008-2009, nella guerra di Gaza del 2014 e nella guerra Israele-Hamas del 2023, come riportato dall'organizzazione israeliana per i diritti umani B'Tselem. Una indagine del quotidiano israeliano Haaretz dell'agosto 2024 ha rivelato come la pratica di uso coercitivo di civili palestinesi da parte delle Forze di Difesa Israeliane nella Guerra Israele-Hamas del 2023 sia stata sistematica e sia stata autorizzata dagli alti ranghi dell'esercito.
Secondo il governo israeliano, Hamas ha utilizzato durante il conflitto del 2014 i giornalisti accreditati nella striscia di Gaza come scudi umani. Secondo l'ambasciatore israeliano in Italia tale ruolo lo avrebbe anche la popolazione civile residente, sostenendo che, mentre lo stato israeliano si preoccupa di investire risorse finanziarie per proteggere i propri cittadini, così non farebbe Hamas.
Il saggista britannico Richard Dawkins ha affermato che Hamas ha bisogno di avere molti morti per la sua causa, altrimenti fallimentare, e perciò non fa nulla per evitare le morti dei propri cittadini, anzi cerca tale eventualità come occasione di propaganda.
Amnesty International ha indagato sulle accuse mosse da Israele durante la guerra di Gaza del 2008-2009 e la guerra di Gaza del 2014, secondo cui Hamas avrebbe impiegato scudi umani, e ha affermato che "immagazzinare munizioni in edifici civili o lanciare attacchi nelle vicinanze di edifici civili" e le dichiarazioni pubbliche che invitano i civili a rimanere nelle loro case non equivalgono all'uso di scudi umani.
Gli autori Neve Gordon e Nicola Perugini in Scudi umani. Una storia dei corpi sulla linea del fuoco e in articoli sugli attacchi israeliani sulle strutture ospedaliere dimostrano che nella guerra Israele-Hamas le accuse israeliane contro i gruppi di resistenza palestinese di usare civili negli ospedali e in altre strutture civili sia stata usata per giustificare la calcolata distruzione dell'intera infrastruttura sanitaria palestinese a Gaza, come corroborato anche nel report ONU Anatomy of Genocide. In un articolo su Jewish Currents, Neve Gordon e Nicola Perugini affermano che l'accusa di usare scudi umani sia stata usata da Israele contro la popolazione palestinese di Gaza per giustificare atti di violenza genocidaria sotto investigazione alla Corte Internazionale di Giustizia sin dal dicembre 2023, nel caso del Sud Africa contro Israele per violazione della Convenzione sul Genocidio.

### Iraq
Nell'ottobre del 2016, durante lo sconfinamento della guerra civile siriana in Iraq, l'ONU ha denunciato l'utilizzo di circa 8000 famiglie irachene come scudi umani da parte dell'Isis. I civili sono stati portati alla periferia della città di Mosul per frenare le truppe regolari irachene intente a riconquistare la città.